# Ліза Буквіц
Ліза Буквіц (нім. Lisa Buckwitz) — німецька бобслеїстка, олімпійська чемпіонка. 
Золоту олімпійську медаль та звання олімпійської чемпіонки Буквіц виборола на Пхьончханській олімпіаді 2018 року в змаганнях на бобах-двійках. Партнеркою Лізи була Маріама Яманка.

## Зовнішні посилання
- Досьє на сайті IBSF [Архівовано 28 лютого 2018 у Wayback Machine.]

## Виноски
1. 1 2 3 4 5 6  Olympedia — 2006.
2. 1 2  https://www.bsd-portal.de/sport/bob/athleten/lisa-buckwitz/#484
3. ↑  https://www.ibsf.org/en/athletes/athlete/262918/Buckwitz?session=WCH
4. ↑  Two-woman results (PDF). Архів оригіналу (PDF) за 21 лютого 2018. Процитовано 17 березня 2018.